# Promitobates hexacanthus
Promitobates hexacanthus is een hooiwagen uit de familie Gonyleptidae.